# Foreste pluviali tropicali del Queensland
Le foreste pluviali tropicali del Queensland sono un'ecoregione terrestre della ecozona australasiana appartenente al bioma delle foreste pluviali di latifoglie tropicali e subtropicali (codice ecoregione: AA0117), che si estende per circa 32.600 km² lungo la costa nord-orientale dell'Australia, nello stato del Queensland.
Lo stato di conservazione è considerato vulnerabile.
La regione è inclusa nella lista Global 200 con il nome di Queensland Tropical Forests (foreste tropicali del Queensland).

## Territorio

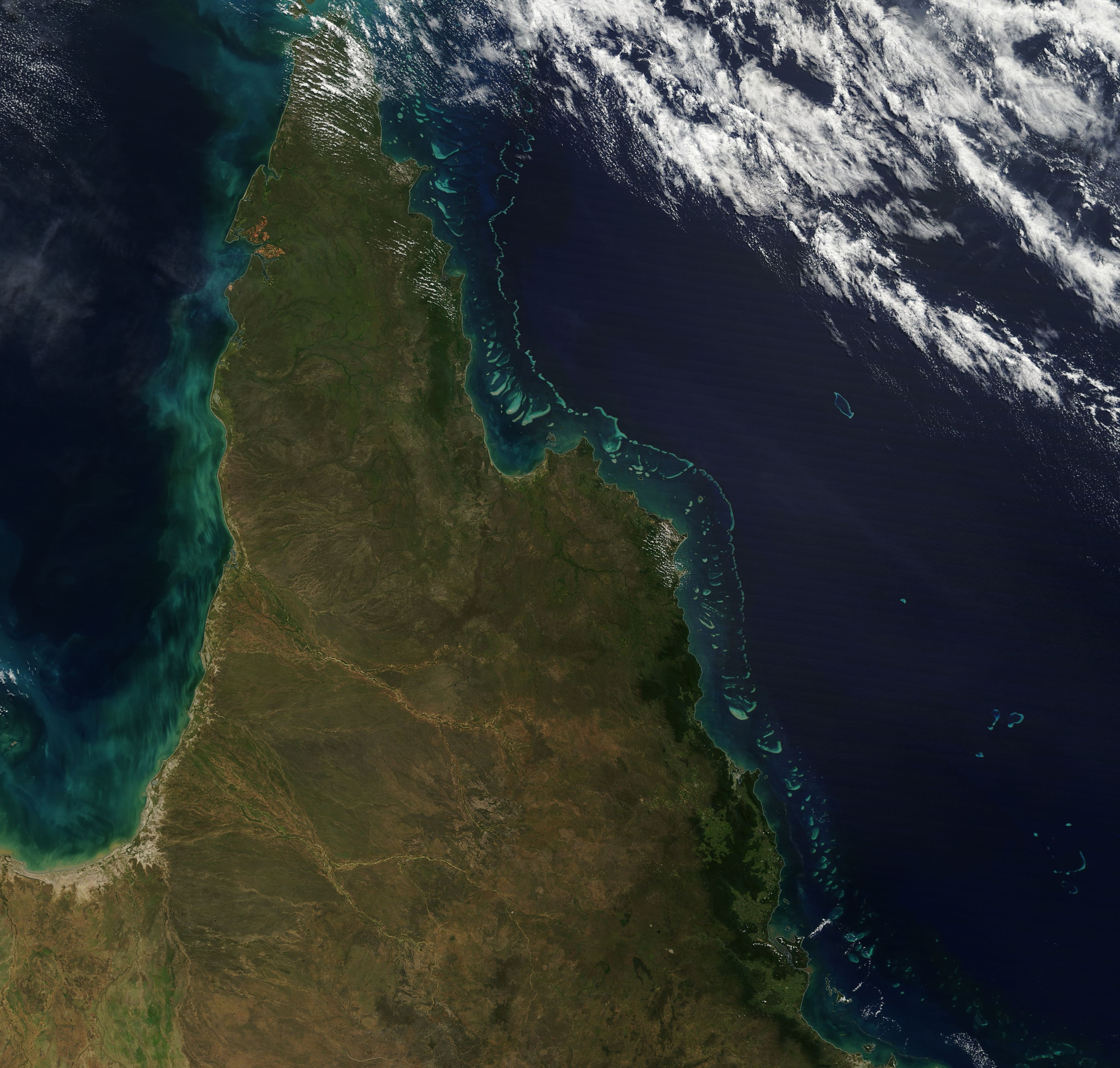
Costa nord-orientale dell'Australia vista dal satellite, 2018

Le foreste pluviali tropicali del Queensland si trovano nella stretta fascia costiera ad alta piovosità dell'Australia nord-orientale, su altipiani ripidi e ondulati situati tra i 600 e i 900 m, con cime montuose che raggiungono i 1.622 m. Le pianure costiere sono separate dalle zone più elevate dell'entroterra da ripide scarpate, catene montuose e colline scoscese e accidentate.
Queste foreste pluviali conservano la maggior parte delle attuali reliquie mondiali delle antiche foreste del Gondwana. Esse costituiscono la documentazione vivente più completa e diversificata delle principali fasi della storia evolutiva delle piante terrestri del mondo, nonché una delle più importanti testimonianze viventi della storia dei marsupiali e degli uccelli canori. Le elevate concentrazioni di generi monotipici endemici e di famiglie di piante primitive riflettono la funzione di rifugio svolta da molte aree dell'ecoregione. Queste foreste forniscono inoltre una testimonianza vivente senza pari dei processi ecologici ed evolutivi che hanno plasmato la flora e la fauna dell'Australia negli ultimi 415 milioni di anni.
La regione si caratterizza per le elevate precipitazioni, il patrimonio biologico di origine gondwaniana e la vegetazione tipica della foresta pluviale, elementi che la distinguono dalle più aride savane di eucalipti che la circondano (Savana tropicale di Brigalow – AA0702 – e Savana dell'altipiano di Einasleigh – AA0705).
L'ecoregione è composta da tre aree disgiunte lungo la costa del Queensland, la maggiore delle quali comprende Cairns e si estende da 15°30'S a 19°25'S. Questa zona include il monte Bartle Frere (1.611 m) la vetta più alta del Queensland, l'altopiano di Atherton e il lago artificiale Tinaroo, formato dallo sbarramento del fiume Barron. Più a sud, la seconda area più estesa comprende Mackay e si estende dalle isole Whitsunday fino a Carmila (Regione di Isaac). Infine, la porzione più meridionale e di dimensioni minori comprende la penisola di Warginburra e si estende nell'entroterra fino a includere parti della catena montuosa Normanby.
Questa ecoregione corrisponde alle due bioregioni IBRA denominate Wet Tropics e Central Mackay Coast. La bioregione Wet Tropics comprende la sezione più settentrionale delle foreste pluviali tropicali del Queensland, mentre la bioregione Central Mackay Coast corrisponde alle sezioni centrale e meridionale.
La bioregione Wet Tropics è stata inserita nella lista del patrimonio mondiale dell'UNESCO con il nome di Wet Tropics of Queensland (Tropici del Queensland).
Le foreste pluviali della regione presentano elementi rappresentativi di foreste tropicali, subtropicali, temperate e monsoniche che si trovano anche in altre parti dell'Australia. Sono distribuite su una vasta gamma di geologie, altitudini e storie evolutive, dando origine a un insieme di comunità vegetali che risultano floristicamente e strutturalmente le più diversificate del Paese. Le foreste pluviali sono state classificate in 16 principali tipi strutturali e 30 tipi generali di comunità. Queste tipologie forestali sono delimitate e intervallate da una varietà di ambienti, tra cui foreste e boscaglie di eucalipti, mangrovie e paludi a Melaleuca.
Il clima dell'ecoregione può essere considerato una via di mezzo tra il clima equatoriale (Af secondo la classificazione dei climi di Köppen) e il clima subtropicale umido (Cwa). Le precipitazioni medie annue variano da 1.200 mm a oltre 8.000 mm, con una marcata stagionalità: il 75-90% delle piogge cade tra novembre e aprile. Le precipitazioni variano anche in base a fattori locali, come l'altitudine e l'orientamento delle catene montuose, nonché la direzione della linea costiera rispetto ai venti umidi prevalenti da sud-est. L'influenza orografica è particolarmente evidente, con medie pluviometriche più elevate concentrate sulle cime e sui versanti orientali. In generale, le precipitazioni sono maggiori nella sezione settentrionale e minori in quella meridionale dell'ecoregione.

## Flora

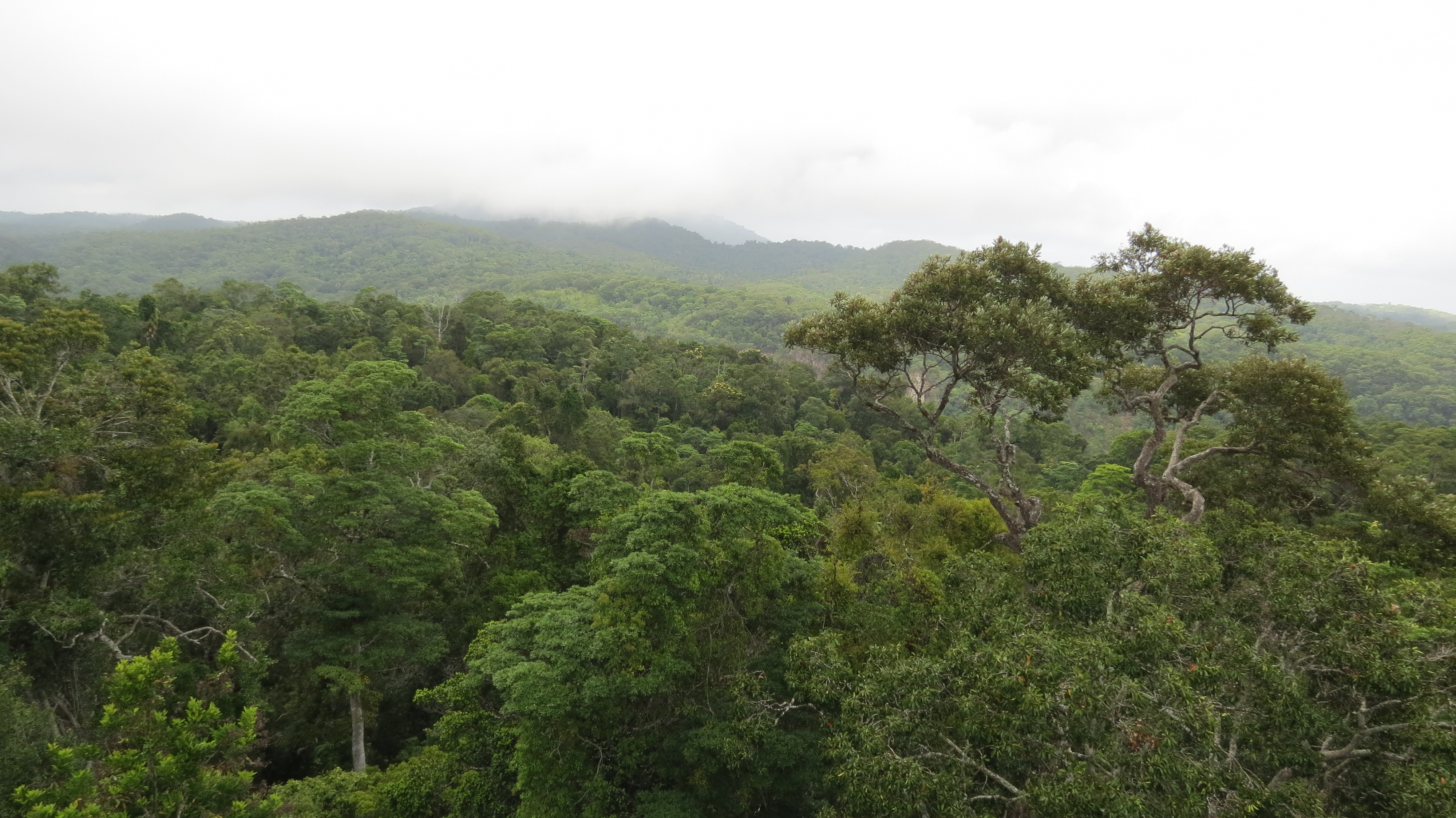
Foresta pluviale di Daintree, 2012

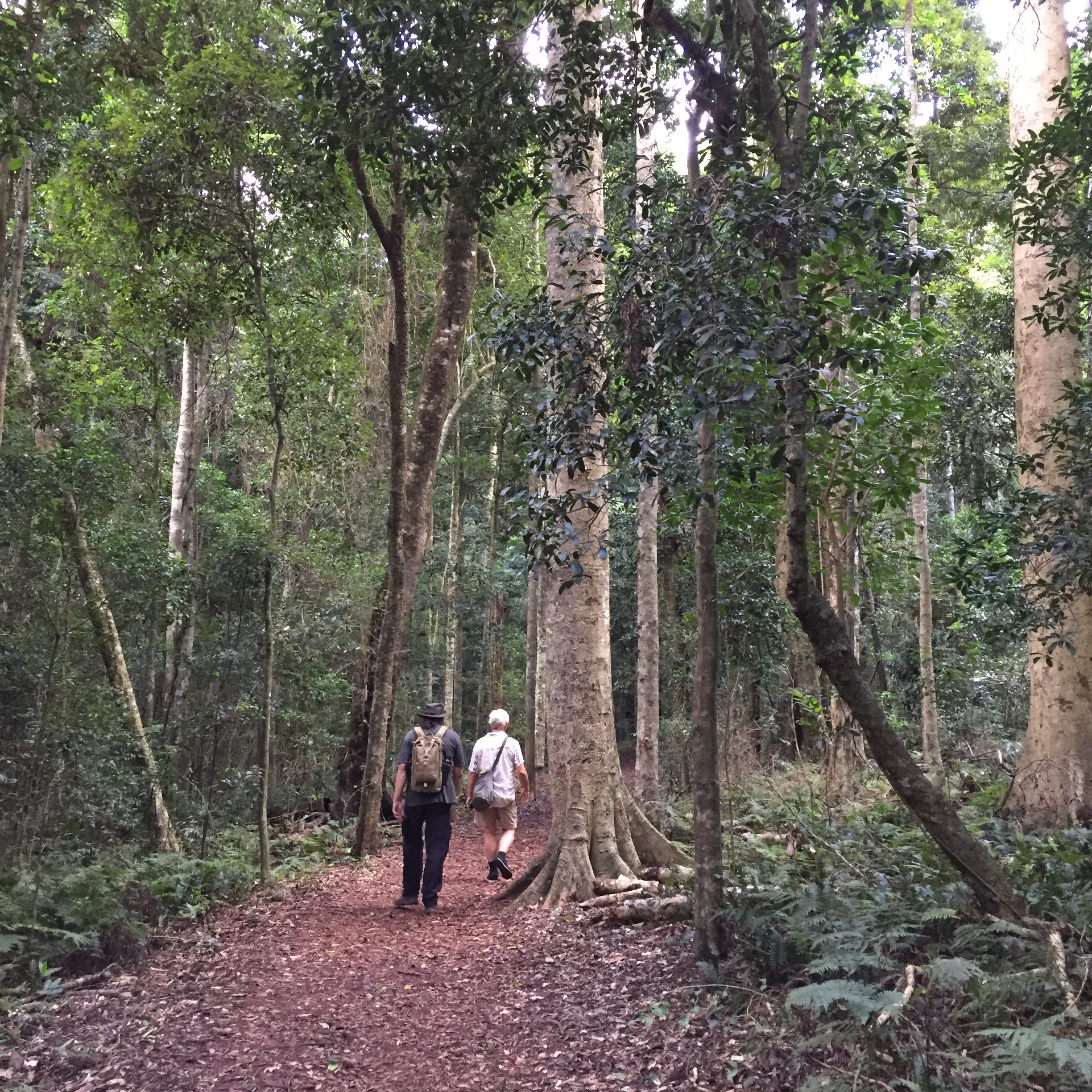
Parco nazionale Bunya Mountains, 2018

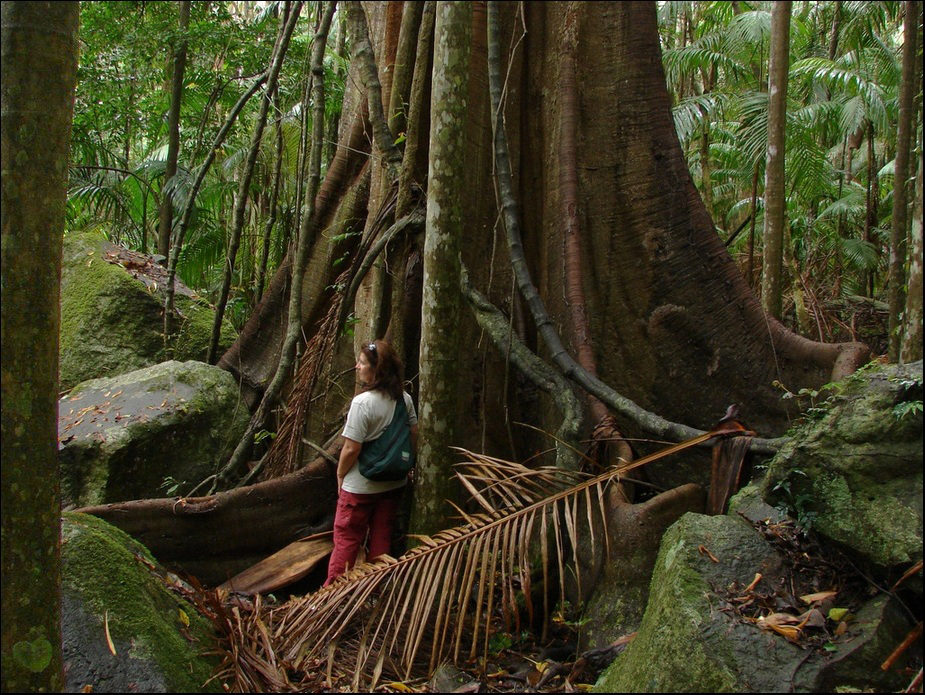
Ficus watkinsiana, o fico strangolatore, Parco Nazionale Tamborine, 2010

La fase finale della disgregazione del Gondwana, avvenuta nel tardo Cretaceo, ebbe un profondo effetto sui climi globali della Terra in generale e su quello di questa regione in particolare. Quando l'Australia era ancora unita all'Antartide, le calde correnti equatoriali che raggiungevano i poli garantivano un clima caldo e umido uniforme. Il successivo distacco e la deriva verso nord del continente australiano permisero lo sviluppo delle correnti circumpolari, la formazione della calotta glaciale antartica e una vasta ondata di estinzioni. Tuttavia, gli effetti del raffreddamento globale e della crescente aridità furono in gran parte compensati, nell'ecoregione delle foreste pluviali tropicali del Queensland, proprio dalla deriva dell'Australia verso i tropici.
Come conseguenza di questo spostamento e grazie all'ampia varietà di gradienti altitudinali disponibili, questa ecoregione è l'unica di tutta l'Australasia in cui le foreste pluviali sono persistite ininterrottamente dai tempi del Gondwana, conservando nella flora attuale la più diretta controparte vivente delle antiche foreste gondwaniane. Gran parte dei tropici umidi del pianeta è di "origine recente" e, sebbene ospiti un'elevata ricchezza di specie, mostra generalmente bassi livelli di endemismo. Al contrario, le flore isolate e antiche della Nuova Caledonia, del Madagascar e delle foreste pluviali tropicali del Queensland presentano livelli di endemismo molto elevati e sono importanti come riserve genetiche estese nel tempo evolutivo. Le foreste pluviali tropicali del Queensland, come centro di endemismo, si differenziano da altri complessi floristici isolati poiché fanno parte di un antico paesaggio continentale, emerso oltre 100 milioni di anni fa e rimasto tettonicamente stabile per la maggior parte della storia evolutiva delle angiosperme.
Sebbene rappresentino solo lo 0,3% del territorio australiano, le foreste pluviali tropicali del Queensland custodiscono una percentuale straordinariamente elevata della biodiversità del continente. Tra le piante, questa ecoregione ospita il 65% delle specie di felci australiane, il 21% delle cicadi, il 37% delle conifere, il 30% delle orchidee e il 17% delle piante vascolari.
All'interno dell'ecoregione si trovano oltre 4.700 specie di piante vascolari, appartenenti a 1.180 generi e 210 famiglie. Quarantatré generi e il 23% delle specie vegetali della regione sono endemici. L'endemismo è particolarmente elevato in 33 generi di angiosperme e in sei famiglie di gimnosperme e felci, la maggior parte delle quali risulta antica o primitiva e con distribuzioni relitte molto limitate. Sono note 70 specie conosciute unicamente dalla località tipo e altre 80 specie endemiche localizzate, la cui distribuzione nord-sud documentata non supera i 25 km. Il 75% dei generi endemici è monotipico e nessuno comprende più di poche specie.
Lo sviluppo massimo delle foreste pluviali nella regione si manifesta nelle foreste di viti mesofille complesse di bassa quota, localizzate su suoli alluvionali e basaltici fertili e umidi. Qui sono comuni i contrafforti di assi, robuste liane legnose, epifite vascolari e palme, con un sottobosco ricco di erbe carnose a foglia larga (come zenzero e Araceae). I siti esposti mostrano spesso chiome spezzate dai cicloni, con la presenza di "torri rampicanti" e grovigli fitti di viti. Le foreste di viti notofille comprendono un insieme di comunità strutturalmente e floristicamente diversificate. Tipi complessi con pini kauri emergenti (Agathis) si sviluppano soprattutto ai margini occidentali e settentrionali del massiccio principale della foresta, su colline e altopiani granitici o metamorfici. Nella parte settentrionale della regione, le specie di pino kauri si distribuiscono secondo gradienti altitudinali: Agathis robusta è progressivamente sostituita da Agathis microstachya e Agathis atropurpurea con l'aumentare dell'altitudine. A sud della gola del fiume Herbert, le specie di Agathis cedono il posto al pino cembro (Araucaria cunninghamii). In due aree molto ristrette, domina nella volta il pino bunya (Araucaria bidwillii). Queste comunità, pur estremamente variabili, sono caratterizzate dalla presenza di rattan o liane di palma, fichi strangolatori, epifite ben sviluppate e quantità variabili di felci, palme stecco ed erbe carnose. Semplici boschetti di felci rampicanti microfille dominano le cime e i pendii superiori delle montagne più alte, spesso avvolti da nubi e soggetti a forti venti. Il muschio sospeso nell'aria è una caratteristica ricorrente di queste foreste.
Una delle qualità più straordinarie delle foreste pluviali tropicali del Queensland è la loro elevata diversità di taxa arcaici, rappresentanti di lunghi lignaggi evolutivi. Tutte e sette le famiglie più antiche di felci della flora mondiale attuale – Lycopodiaceae, Selaginellaceae, Ophioglossaceae, Marattiaceae, Osmundaceae, Schizaeaceae e Gleicheniaceae – sono presenti nella regione. Diciotto dei 27 generi appartenenti a queste famiglie sono rappresentati da 41 specie. Inoltre, 12 delle 19 famiglie di angiosperme primitive del mondo si trovano qui, incluse Annonaceae, Austrobaileyaceae, Eupomatiaceae, Himantandraceae, Myristicaceae e Winteraceae (ordine Magnoliales), nonché Atherospermataceae, Gyrocarpaceae, Hernandiaceae, Idiospermaceae, Lauraceae e Monimiaceae (ordine Laurales). Due di queste famiglie, le monospecifiche Austrobaileyaceae e Idiospermaceae, sono endemiche delle foreste pluviali tropicali del Queensland.
In questa ecoregione non sono stati identificati centri di diversità vegetale (CDP).

## Fauna
Nonostante le loro dimensioni limitate, le foreste pluviali tropicali del Queensland presentano un elevato livello di biodiversità animale. Il 36% delle specie di mammiferi australiani è presente in quest'area, inclusi il 30% delle specie di marsupiali, il 58% delle specie di pipistrelli e il 25% delle specie di roditori. Qui si trova anche il 50% delle specie di uccelli australiani, così come il 25% delle specie di rane, il 23% delle specie di rettili, il 41% delle specie di pesci d'acqua dolce e il 60% delle specie di farfalle australiane.
Nella regione sono state registrate almeno 672 specie di vertebrati terrestri, pari al 32% della fauna terrestre australiana. Di queste, 264 specie sono confinate alle foreste pluviali. Il livello di endemismo regionale dei vertebrati è elevato: 12% nei mammiferi, 4% negli uccelli, 21% nei rettili, 40% nelle rane e 10% nei pesci d'acqua dolce, con un livello complessivo dell'11%. La maggior parte di queste specie endemiche è confinata alle foreste pluviali al di sopra dei 400 metri di altitudine e molte sono considerate relitti di ambienti temperati un tempo diffusi.

### Mammalia

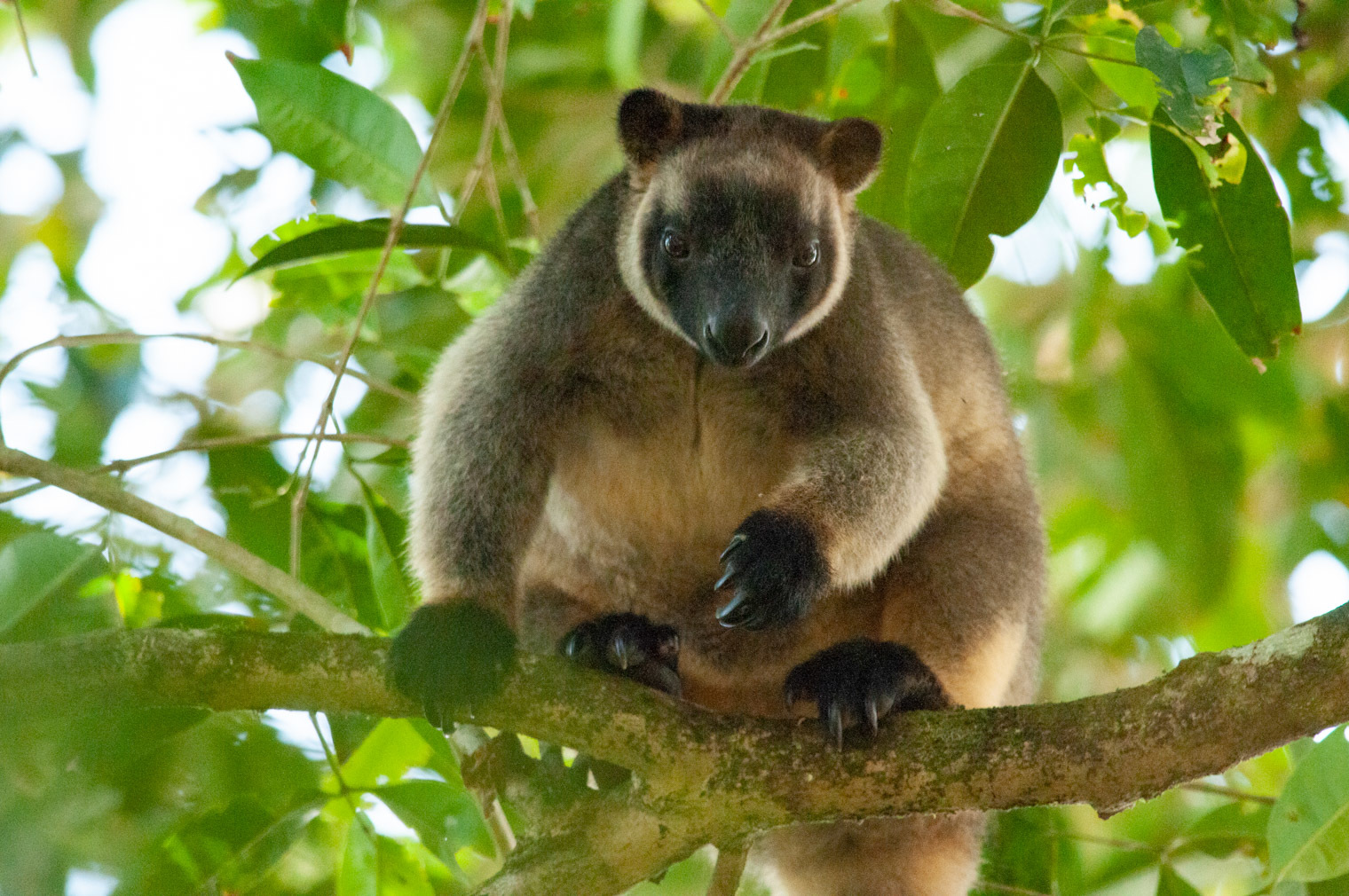
Dendrolagus lumholtzi, Parco Nazionale di Gadgarra (Regione di Tablelands), 2020

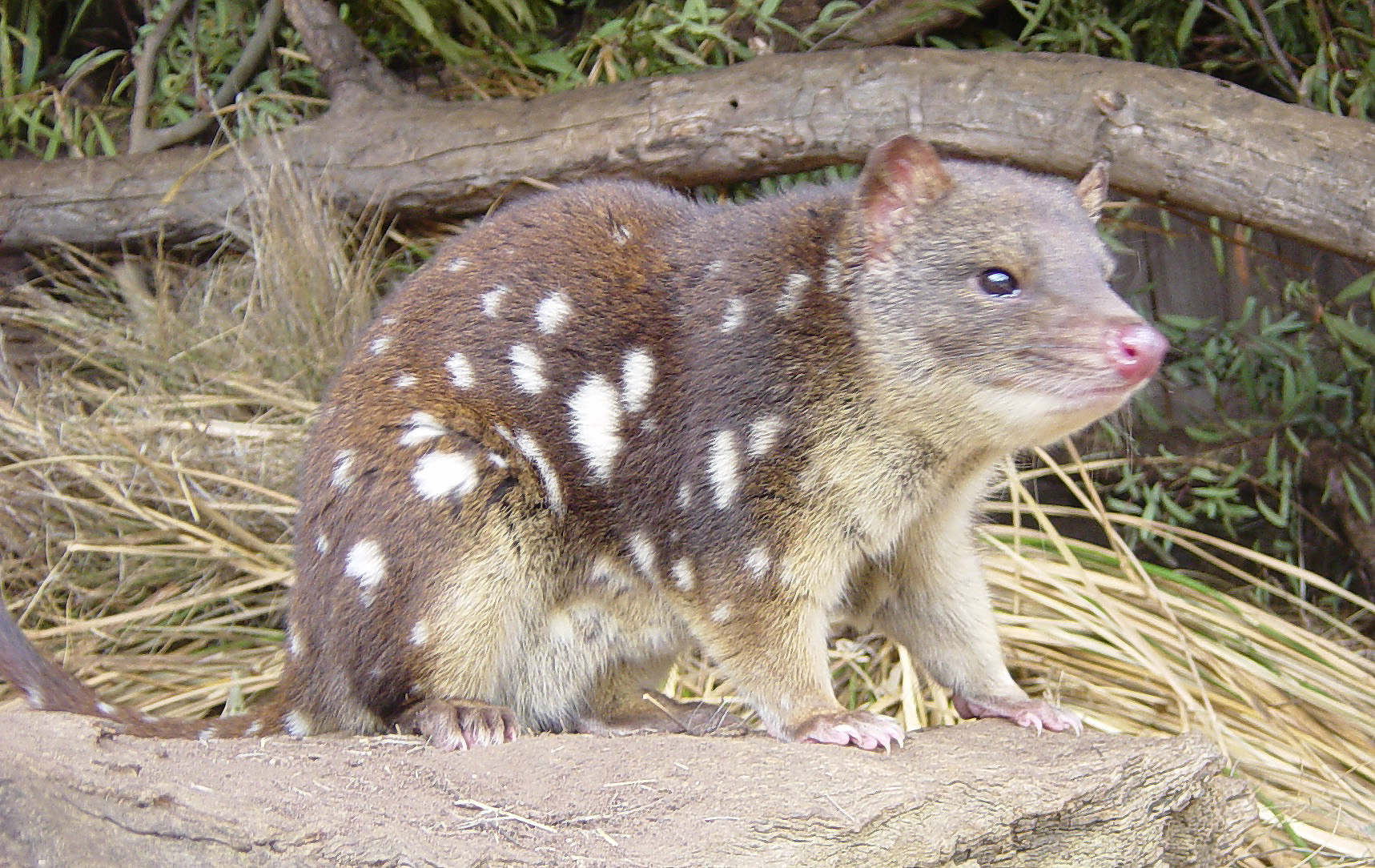
Dasyurus maculatus, 2008

La regione ospita circa un terzo delle 315 specie di mammiferi australiani, tra cui opossum verdi, marsupiali carnivori, canguri arboricoli e pipistrelli. Oltre a specie relativamente comuni come l'ornitorinco e il wallaby, diffuse in tutto il continente, l'ecoregione ospita undici specie e otto sottospecie di mammiferi che non si trovano in nessun'altra parte del mondo.
Le specie di mammiferi endemici o quasi endemici della regione includono:
- opossum dalla coda ad anello verde (Pseudocheirus archeri);
- lemuroide dalla coda ad anello (Hemibelideus lemuroides);
- canguro arboricolo di Lumholtz (Dendrolagus lumholtzi);
- wallaby delle sabbie (Macropus agilis);
- bandicoot bruno settentrionale (Isoodon macrourus);
- bandicoot dal naso lungo (Perameles nasuta);
- melomys dai piedi di cerbiatto  (Melomys cervinipes);
- ratto di cespuglio (Rattus fuscipes);
- pademelon dal collo rosso (Thylogale thetis);
- pademelon dalle zampe rosse (Thylogale stigmatica);
- ratto d'acqua comune (Hydromys chrysogaster);
- quoll tigre (Dasyurus maculatus);
- quoll settentrionale (Dasyurus hallucatus).

Tra i mammiferi minacciati a livello globale figurano una sottospecie del petauro dal ventre giallo (Petaurus australis reginae), classificata in pericolo critico, la bettongia settentrionale (Bettongia tropica), una sottospecie del quoll tigre detta quoll dalla coda maculata (Dasyurus maculatus gracilis) e il falso ratto delle paludi (Xeromys myoides).

### Aves

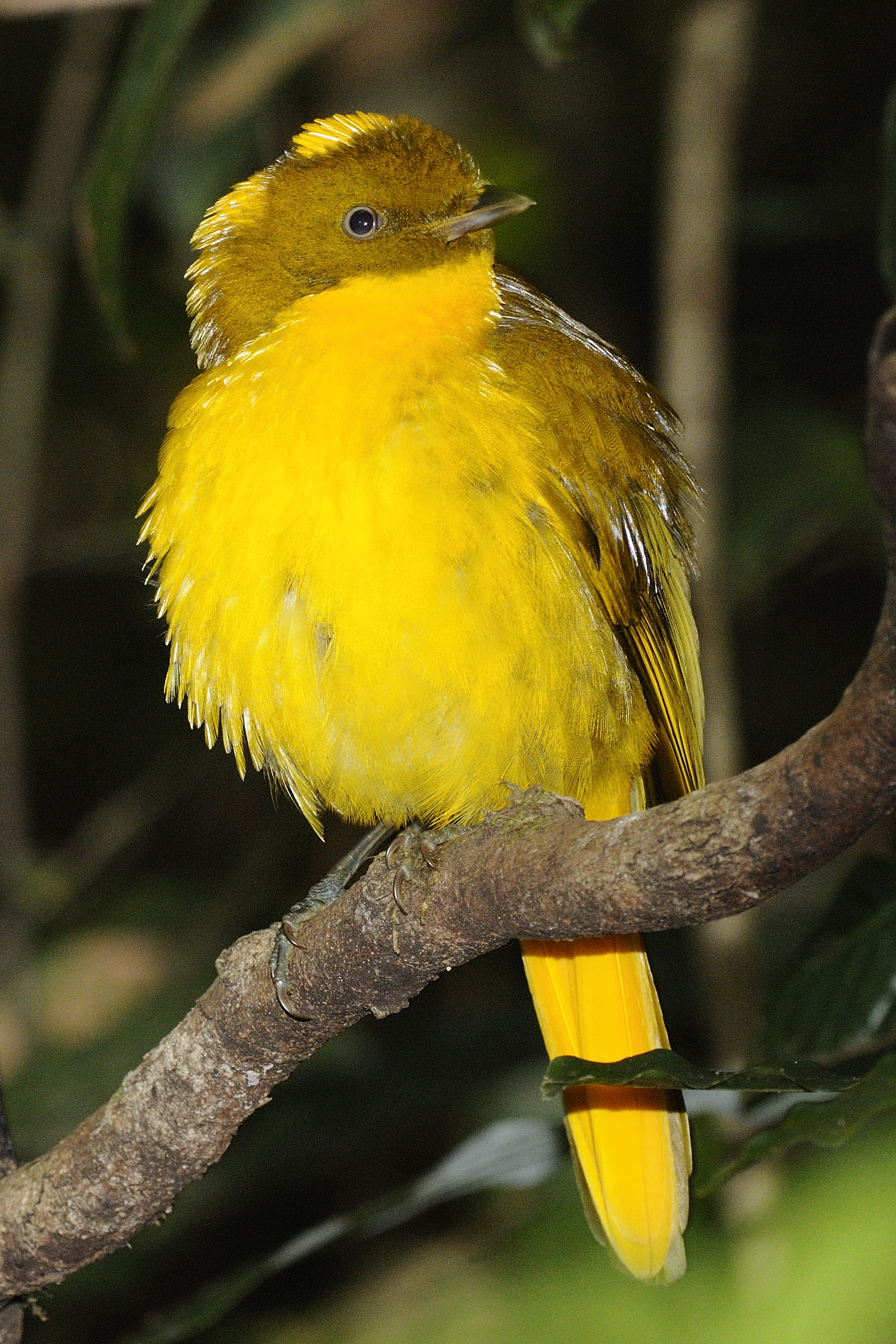
Prionodura newtoniana, Topaz, Queensland, 2009

Delle 370 specie di uccelli registrate nei diversi habitat dell'ecoregione, 130 vivono principalmente nelle foreste pluviali e 13 sono strettamente confinate alle foreste pluviali montane. Altre dieci specie hanno una distribuzione australiana limitata all'ecoregione, così come almeno dieci sottospecie endemiche.
La sezione settentrionale della regione corrisponde quasi esattamente all'Endemic Bird Area (EBA) delle Queensland Wet Tropics.
Tra le specie endemiche o quasi endemiche figurano:
- giardiniere dorato (Prionodura newtoniana) – endemico;
- uccello fucile di Vittoria (Ptiloris victoriae) – endemico;
- baza crestato (Aviceda subcristata);
- tacchino di boscaglia australiano (Alectura lathami);
- pigliamosche australiano giallo pallido (Tregellasia capito) – endemico;
- megapodio zampearancio (Megapodius reinwardt);
- casuario dall'elmo (Casuarius casuarius);
- martin pescatore del paradiso australiano (Tanysiptera sylvia);
- pitta rumorosa (Pitta versicolor);
- colombo frugivoro magnifico (Ptilinopus magnificus);
- becco a sella asiatico (Ephippiorhynchus asiaticus);
- nibbio bianco australiano (Elanus axillaris);
- rallo delle Filippine (Gallirallus philippensis);
- occhione australiano (Burhinus grallarius);
- nibbio di Brahama (Haliastur indus);
- mangiamiele di MacLeay (Xanthotis macleayanus) – endemico;
- nettarinia ventregiallo (Nectarinia jugularis);
- lorichetto arcobaleno (Trichoglossus moluccanus);
- colombo imperiale bicolore (Ducula bicolor);
- gruccione ornato (Merops ornatus);
- martin pescatore azzurro (Ceyx azureus);
- barbagianni fuligginoso minore (Tyto multipunctata) – endemico.

### Altre classi

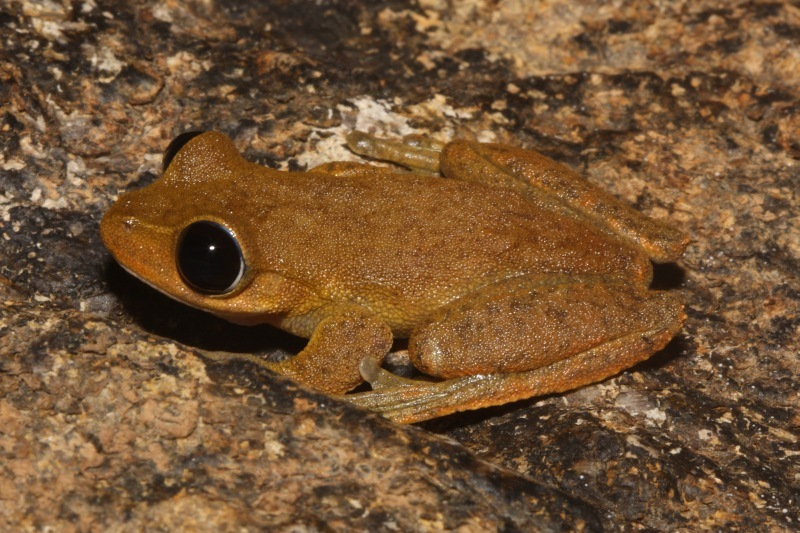
Ranoidea dayi, Parco nazionale di Tully Gorge, 2009

Fra gli anfibi endemici della regione vi sono diverse specie a rischio di estinzione:
- rana corazzata (Litoria lorica) - in pericolo critico;
- rana Nyakala  (Litoria nyakalensis) - probabilmente estinta;
- rana comune della nebbia (Litoria rheocola) - in pericolo;
- rana australiana (Nyctimystes dayi) - in pericolo;
- rana gastrica settentrionale (Rheobatrachus vitellinus) - dichiatata estinta nel 2021;
- rana di torrente dal muso affilato (Taudactylus acutirostris) - dichiatata estinta nel 2021;
- rana di torrente Eungella (Taudactylus eungellensi) - in pericolo;
- rana tintinnante (Taudactylus rheophilus) - in pericolo critico.
- rana gastrica meridionale ( Rheobatrachus silus) -estinta nel 2002

Fra i rettili, le specie endemiche in pericolo sono:
- scinco barrato  (Concinnia frerei) - in pericolo;
- scinco Bartle Frere  (Techmarscincus jigurru) - vulnerabile.

## Conservazione
I principali pericoli per la regione provengono dalla frammentazione e isolamento delle aree di foresta pluviale derivanti dall'uso agricolo su larga scala, nonché dallo sviluppo consistente di infrastrutture quali una rete di oltre 300 km di linee elettriche e 1.220 km di strade che si estendono attraverso la foresta pluviale formando una barriera al movimento di molte specie e fornendo al contempo un canale per l'intrusione di parassiti e incendi. Inoltre la regione è considerata particolarmente vulnerabile alla minaccia di specie infestanti invasive.
Lo stato di conservazione della regione è pertanto considerato vulnerabile.
Nella regione vi sono molte aree protette. In particolare la sezione nord della regione, chiamata anche Wet Tropics World Heritage Area fa parte dei siti definito dall'UNESCO come Patrimoni dell'umanità con il nome Wet Tropics of Queensland ed è protetta dal Wet Tropics World Heritage Protection and Management Act del 1993. Oltre l'87% della zona patrimonio dell'umanità è protetta da parchi nazionali, parchi di conservazione, foreste statali e riserve forestali. Vi sono oltre 30 parchi nazionali e decine di altre aree protette.
Anche nella due zone meridionali della regione, corrispondenti alla regione IBRA Central Mackay Coast, vi sono numerose aree protette e parchi nazionali.
Nell'insieme le principali aree protette della regione sono:
Nella zona settentrionale (Wet Tropics)
- Parco nazionale Wooroonooran;[12]
- Parco nazionale Daintree;[13]
- Parco nazionale di Tully Gorge;[14]
- Parco nazionale del Monte Windsor;[15]
- Parco nazionale di Koombooloomba;[16]
- Parco nazionale di Barron Gorge;[17]
- Parco nazionale e foresta statale di Danbulla;[18]
- Parco nazionale delle Black Mountains (Kalkajaka);[19]
- Parco nazionale dei Monti Paluma;[20]

Nella zona centrale (Mackay - Proserpine)
- Parco nazionale Eungella;[21]
- Parco nazionale Conway;[22]

Nella zona meridionale (Mackay - Byfield)
- Parco nazionale Byfield;[23]